# Trijaya (Mandirancan)
Trijaya is een bestuurslaag in het regentschap Kuningan van de provincie West-Java, Indonesië. Trijaya telt 922 inwoners (volkstelling 2010).